# Джордж Паппас
Джордж Паппас, справжнє повне ім'я Георгіос Сотірос Паппас (грец. Γεώργιος Σωτήρος  Παππάς, 1942) — американський філософ і історик філософії грецького походження, професор філософії в університеті Огайо. Спеціаліст з теорії пізнання, історії філософії Нового часу, філософії релігії та метафізики.

## Дослідження філософії Джорджа Берклі
Джордж Паппас відомий як один з провідних берклієзнавців. Його есе «Берклі і скептицизм» удостоєне міжнародної премії International Berkeley Essay Prize Competition 1993 року. 
Крім того Джордж Паппас - постійний учасник Міжнародних конференцій з філософії Джорджа Берклі. У своїй доповіді на конференції, присвяченій святкуванню 300-річчя з дня народження Берклі, Паппас висунув новий підхід до проблеми співвідношення антиабстракціонізму й імматеріалізму Берклі. Згідно з Паппасом, дві тези Берклі: заперечення абстрактних ідей і ототожнення існування чуттєвих об'єктів з їх сприйняттям - випливають одне на інше. Така оригінальна інтерпретація текстів Берклі поклала початок дискусіям.
Коли наприкінці 1980-х років видавнича компанія Garland випустила 15-томне зібрання головних робіт з філософії Берклі, стаття Паппас «Абстрактні ідеї і теза esse est percipi» включена в 3-й том  і тим самим була визнана важливим внеском у берклієзнавство. Своє трактування принципу esse est percipi Паппас розвиває на противагу так званої «теорії притаманності» [inherence account, inherence interpretation of Berkeley], яку розробив Е. Аллер.
Виникнувши на початку 1960-х років, «теорія притаманності» знайшла численних прихильників і оформилася як одна з найвпливовіших течій у сучасному берклієзнавстві. У статті Паппаса «Ідеї, духи і Берклі» виявлені деякі розбіжності між свідченнями першоджерела і підходом Аллер до реконструкції ідеалізму Берклі. Започаткований Паппасом критичний розгляд «теорії притаманності» отримав високу оцінку колег.
Під впливом проникливих зауважень Паппаса Е. Аллер був змушений переглянути та удосконалити свою концепцію. Навіть ті, хто розділяє трактування Аллера ідеалізму Берклі, визнають зазначену статтю Паппаса «чудовим критичним розбором теорії притаманності» .
2000 року професор Джордж Паппас опублікував монографію "Berkeley’s Thought", частину якої склали перероблені версії його раніше опублікованих статей. Якщо роботи А.Люса і Дж. Ворнока вже застаріли, то книгу Паппаса часто включають в списки рекомендованої літератури з філософії Джорджа Берклі. Після того, як відновилося видання Berkeley Studies, професор Джордж Паппас почав брати участь у роботі редколегії щорічника.

## Вибрані праці
- Pappas G. Berkeley and scepticism // Philosophy a. phenomenological research. — 1999. — Vol. 59, N 1. — P. 133—149.
- Pappas, George S. Berkeley’s Thought. [Архівовано 24 серпня 2011 у Wayback Machine.] — Ithaca and London: Cornell University Press, 2000. — 261 p. — ISBN 0-8014-3700-8